# Belgirate
Belgirate (Belgiraa in dialetto ossolano e Belgirà in piemontese) è un comune italiano di 448 abitanti della provincia del Verbano-Cusio-Ossola in Piemonte, situato sulla riva occidentale del Lago Maggiore.

## Geografia fisica
Il paese si trova a circa 22 km dal capoluogo Verbania, in direzione sud-sud-ovest, al confine con la Provincia di Novara.
È situato sulle pendici del promontorio formato dal versante est della collina della Motta Rossa, in una posizione dalla quale domina il tratto del Lago Maggiore che separa la parte meridionale dal Golfo Borromeo. Dispone di un'ottima posizione rivierasca, ai confini tra la provincia del Verbano-Cusio-Ossola, e quella di Novara. Situato sulle sponde del Lago Maggiore, gode di un clima mite che ha influenzato positivamente la sua vocazione turistica. Il centro storico è arroccato sul pendio e attraversato da due strade parallele situate a quote diverse, comunque collegate fra loro da una fitta rete di stretti vicoli a gradini, le cosiddette rughe. Il paese è caratterizzato dalla presenza di un moderno ed elegante lungolago che incornicia il tipico e ben conservato centro storico in perfetto stile rivierasco.

## Origini del nome
Nelle carte medievali il toponimo Belgirate è attestato in forme quali Bolgerate, Bulgarate, Bugirate, Buzirate, forme, queste ultime, che hanno spinto diversi studiosi a ipotizzare una derivazione dall'etnonimo bulgarus ("bulgaro") con l'aggiunta del suffisso -atem.
Si tratterebbe, in questo caso, di un antico riferimento a un stanziamento dei bulgari nel paese, cosa peraltro non insolita nel contesto storico dell'Italia medievale.

## Storia
Vi sono, a riprova dell'antica origine dell'insediamento, diversi ritrovamenti archeologici di tombe con monete di epoca imperiale, e di una grande olpe, risalente al I secolo d.C. da Belgirate.
In epoca Medievale Belgirate fece parte del feudo del Vergante, di cui seguì le sorti appartenendo prima ai Visconti e da ultimo ai Borromeo che ne ottennero l'investitura dal 1441 alla fine del sistema feudale nel XVIII secolo.
La parte più antica dell'abitato è quella alta, sviluppatasi intorno alla romanica chiesa di Santa Maria (detta Chiesa Vecchia).

### Simboli
Lo stemma e il gonfalone sono stati concessi con DPR del 9 novembre 1956.
Stemma
Gonfalone

## Monumenti e luoghi d'interesse

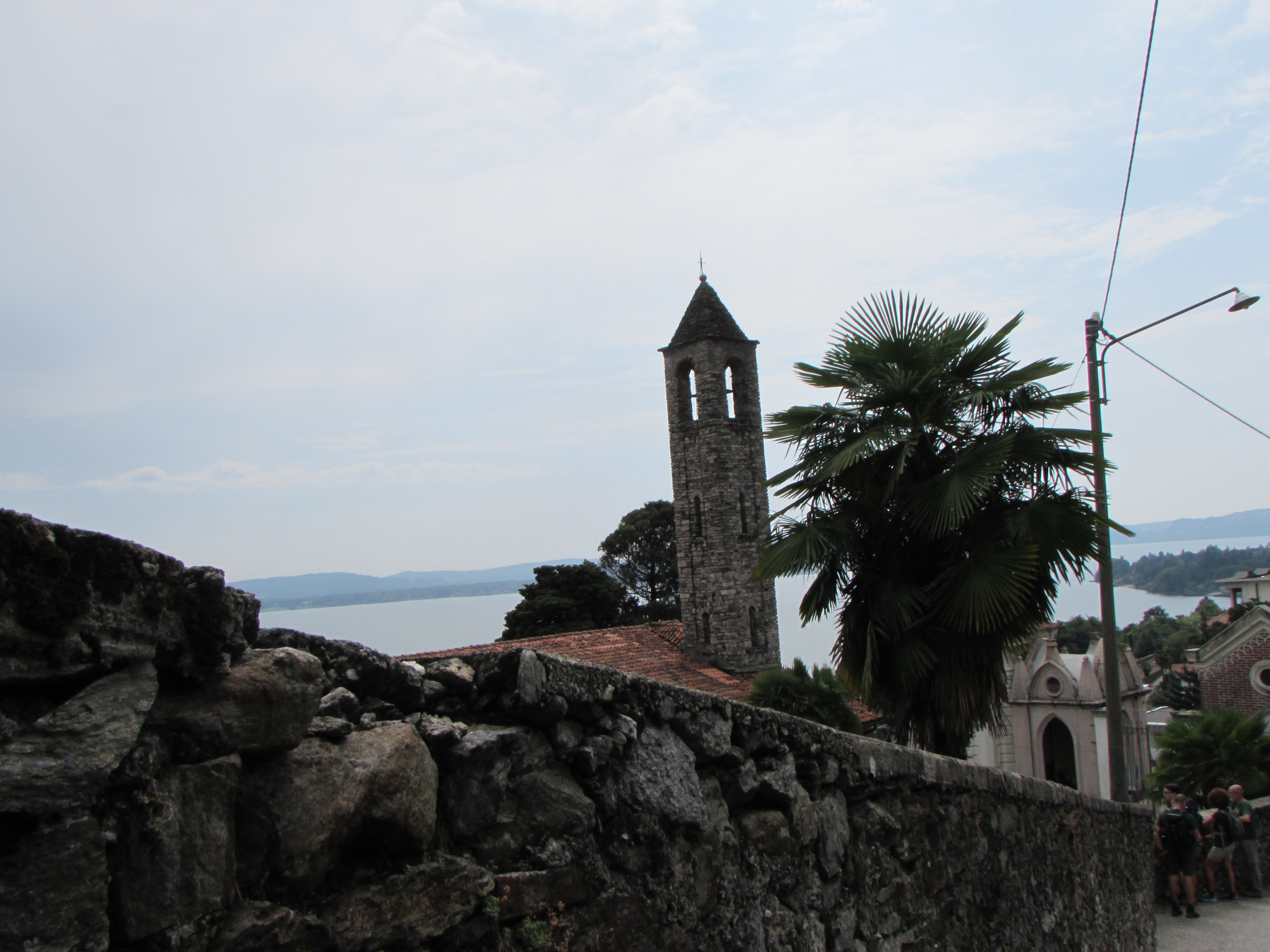
Chiesa di Santa Maria presso Cimitero

La piccola Chiesa di Santa Maria, in stile romanico,, affettuosamente chiamata Chiesa Vecchia, risalente al XIII secolo, sovrasta il borgo, ai piedi del colle della Motta Rossa. La chiesa mantiene il campanile romanico originario, risalente all'XI secolo, la facciata rivolta verso il sagrato dal quale si gode un bel panorama è preceduta da un portico del XVI secolo, mentre all'interno vi sono affreschi del Quattrocento, attribuiti alla scuola del Luini.
Alcune delle vecchie case del centro riflettono ancora l'origine medievale del borgo, con palazzi aperti da logge e porticati; le grandi ville del Settecento e dell'Ottocento hanno ospitato nel secolo scorso, non solo la grande nobiltà piemontese, ma alcuni tra i più grandi intellettuali d'Italia, come Manzoni e Rosmini.
La chiesa parrocchiale della Purificazione di Maria è situata proprio al centro del paese ed è affacciata al lago in una posizione assolutamente invidiabile.

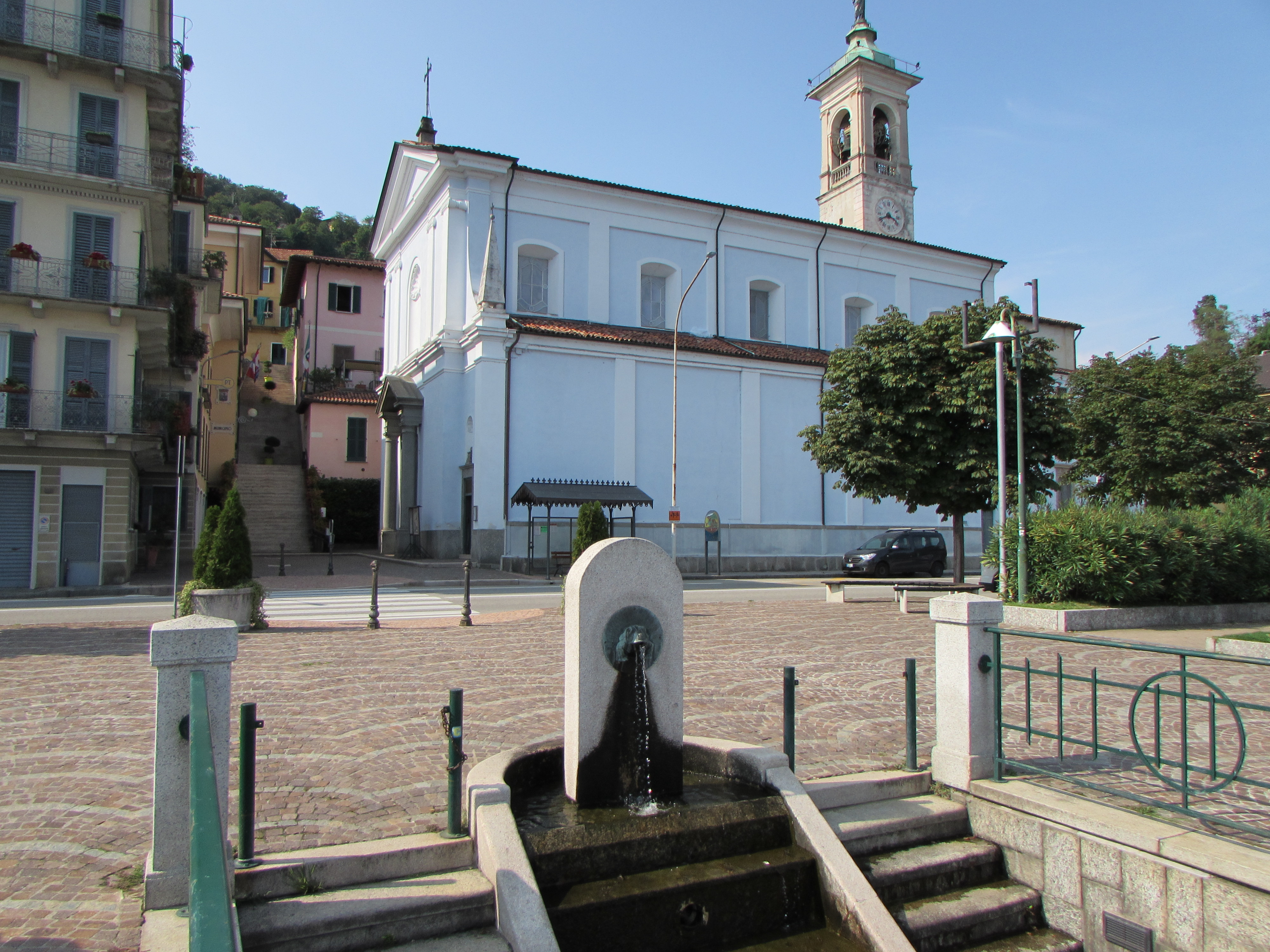
Chiesa Purificazione di Maria

Caratteristica di Belgirate è la presenza di sontuose ville risalenti al XIX secolo: giungendo da nord si incontra Villa Treves, rilevata nel 1892 dall'editore Emilio Treves divenne luogo di soggiorno di svariati scrittori famosi come De Amicis, Giacosa, Boito, D'Annunzio e Verga.
Di seguito sul lungolago si incontra Villa Carlotta, attualmente sede di un albergo di lusso. Di fronte ai giardini, si trova Villa Bono Cairoli, in passato proprietà di Adelaide Bono, madre di Benedetto e Giovanni Cairoli: quest'ultimo proprio qui perse la vita in seguito alle ferite riportate nel corso dello scontro di Villa Glori. 
Sulla facciata l'immancabile lapide dedicata al pernottamento di Giuseppe Garibaldi ospite di Benedetto Cairoli.
All'estremo sud del territorio comunale si trova Villa Conelli, progettata dall'architetto lecchese Eugenio Linati e risalente al XIX secolo; recentemente è stata trasformata in un condominio, fortunatamente è stata mantenuta parte del giardino all'italiana.

## Economia
L'agricoltura, con estesi frutteti e vigneti, favoriti dal microclima del lago e dalla particolarmente favorevole esposizione al sole, rappresentano da sempre per il comune, insieme ai commerci tra le due sponde del Lago Maggiore, la più importante fonte di reddito.
Importante anche per il belgiratesi il mestiere dell'ombrellaio ambulante: legato al gergo di questa categoria professionale è l'origine del curioso appellativo con cui sono indicati i belgiratesi: sciat, rospo.
La fontana sul lungolago ricorda proprio questa singolare denominazione.
Attualmente queste attività sono quasi del tutto scomparse, esercitate solo in maniera ricreativa come passatempo. L'economia del luogo si fonda prevalentemente sul turismo e sullo sport, in quanto è presente il più antico club velico italiano: "La Società delle Regate 1858" che organizza eventi nel corso dell'intero anno.

## Cultura
Belgirate fin dal 1982 è sede del "Premio Internazionale di Poesia Guido Gozzano", organizzato dalla locale pro loco. Il Premio, presieduto fino al 2006 dal Professore e filosofo Pietro Prini si svolge ogni anno nella sua sede presso l'Hotel Villa Carlotta.

### Informazioni generali
A Belgirate il turismo è sempre stato un'attività molto importante, tanto che vi hanno soggiornato anche personaggi illustri e famosi scrittori quali: Hemingway, Goethe, Fogazzaro, Rosmini, Manzoni, Flaubert, Mann, George Bernard Shaw, Wagner, Toscanini, Verga e Stendhal, che qui scrisse alcune pagine de La Certosa di Parma e vi ambientò parte della vicenda.

## Infrastrutture e trasporti

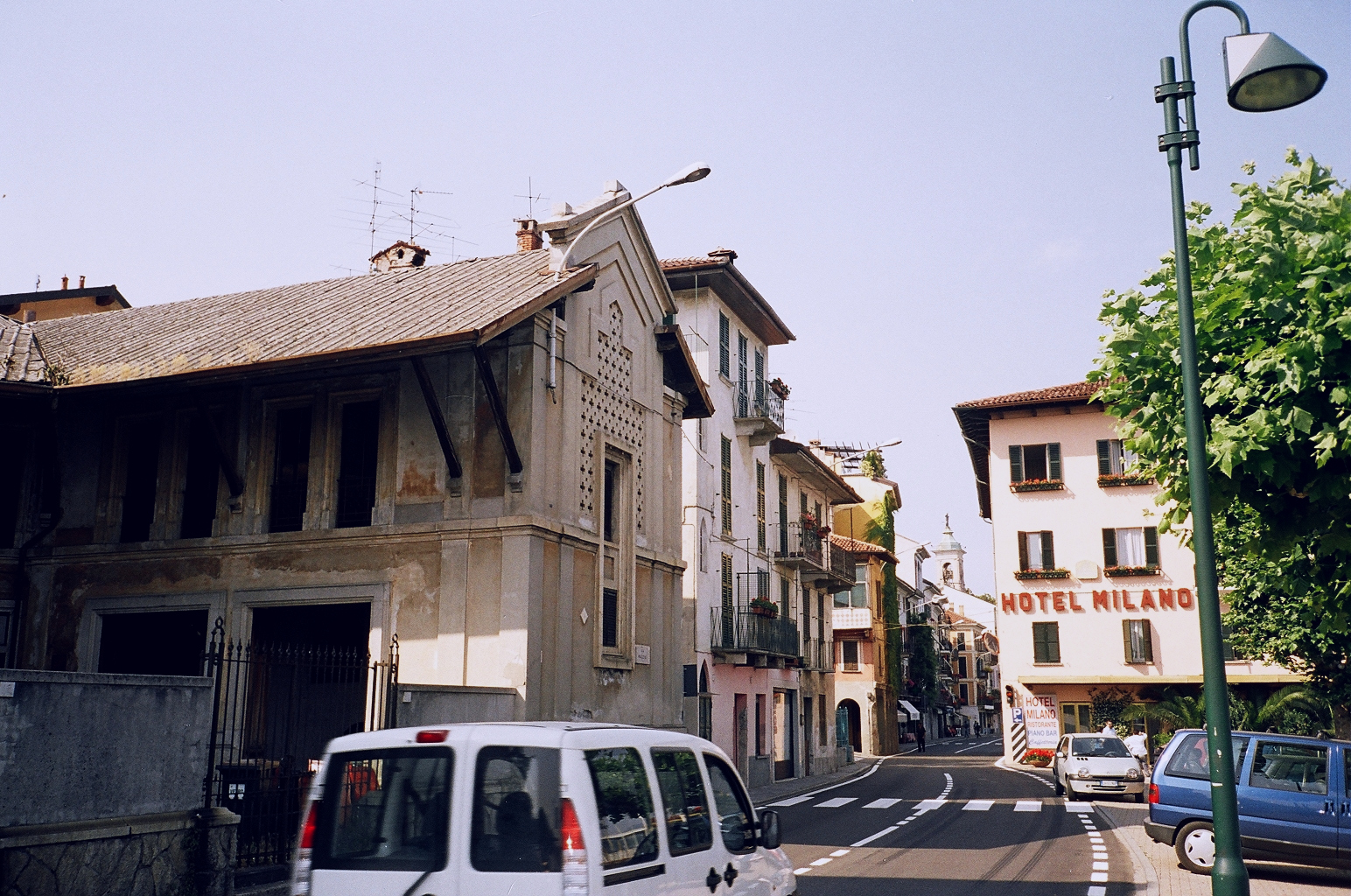
Vista presso la SS33

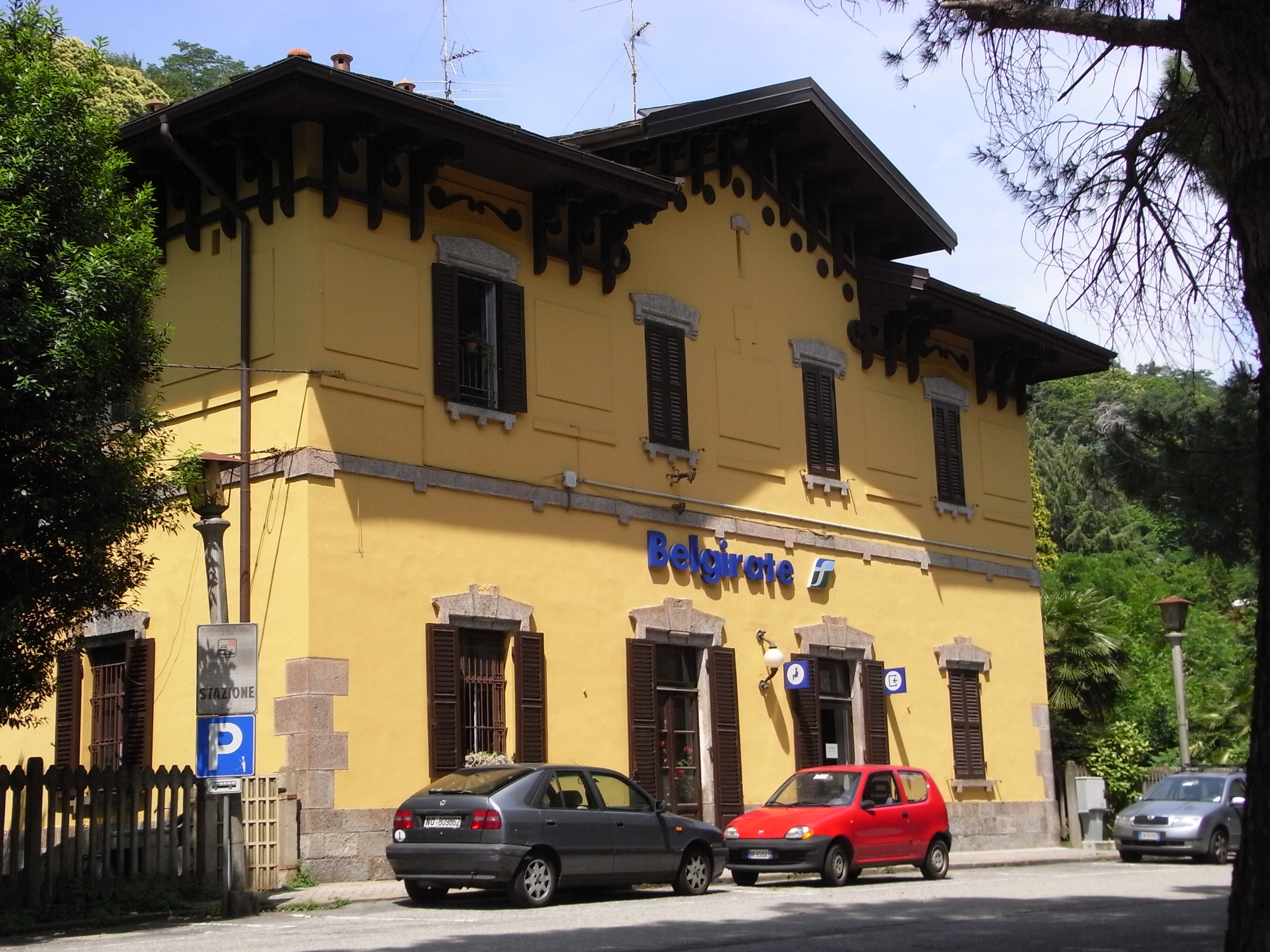
Stazione di Belgirate

### Strade
Il territorio comunale di Belgirate è attraversato dalla Strada statale 33 del Sempione.

### Ferrovie
La stazione di Belgirate è situata sulla ferrovia Domodossola-Milano.

### Navigazione
Belgirate è uno dei porti di attracco dei battelli turistici della navigazione del Lago Maggiore.
Vi è inoltre la sede della Società delle regate, il primo yacht club italiano.

## Curiosità
Nelle elezioni comunali del 2006 a Belgirate furono eletti alla carica di consiglieri comunali 4 esponenti di un partito politico di ispirazione dichiaratamente Nazionalsocialista (Nsab-Mlns, Movimento Nazionalista Socialista dei Lavoratori), che ha riconfermato una tendenza politica iniziata l'anno precedente nel comune di Nosate (MI) dove erano stati eletti due consiglieri.

## Società

### Evoluzione demografica
Abitanti censiti

Fino al 1948 Belgirate formava un Comune unico con la vicina Lesa (Comune di Lesa Belgirate).

## Amministrazione

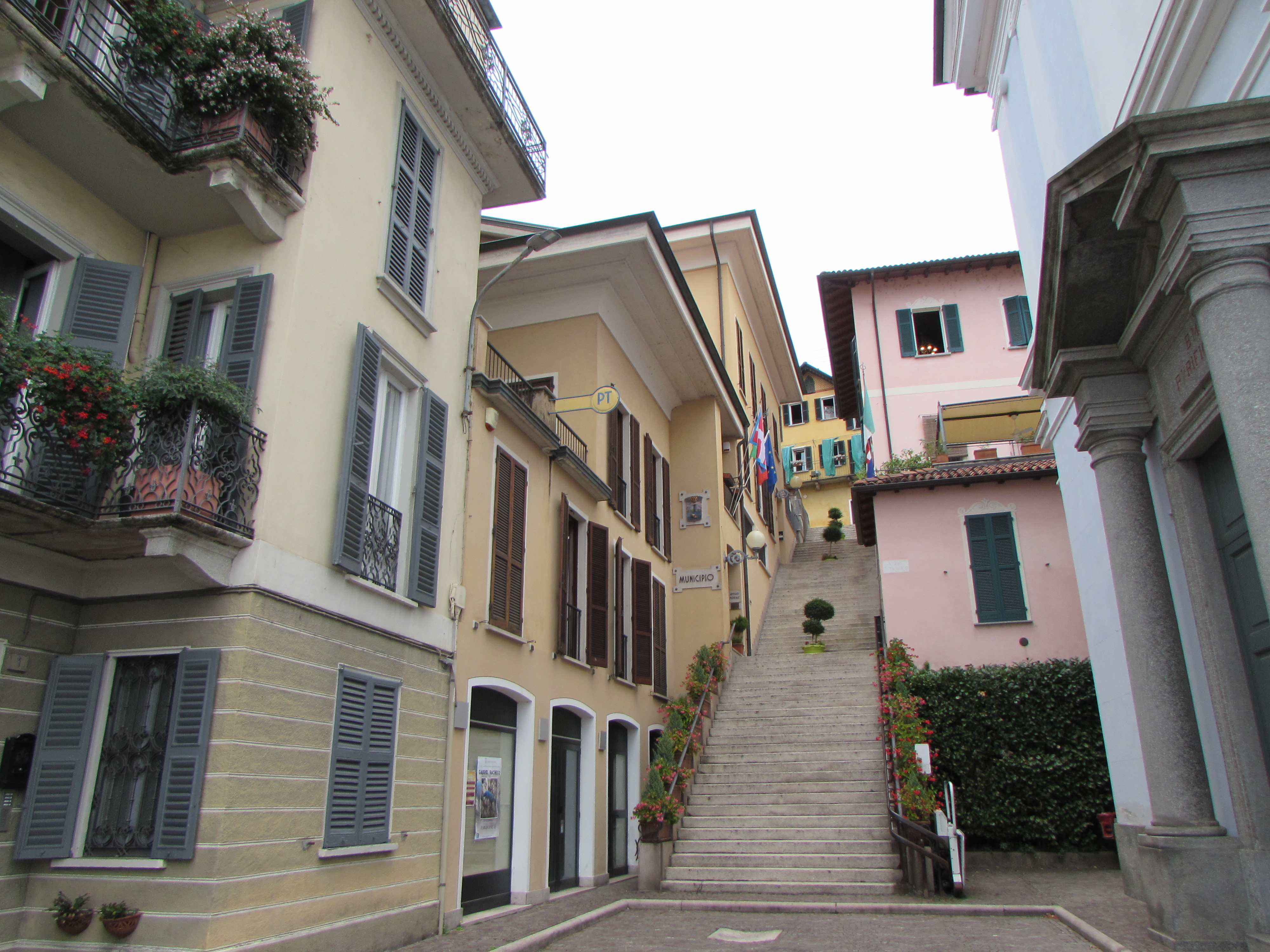
Veduta del Municipio

Di seguito è presentata una tabella relativa alle amministrazioni che si sono succedute in questo comune.
| Periodo           | Periodo        | Primo cittadino    | Partito                         | Carica  | Note               |
| ----------------- | -------------- | ------------------ | ------------------------------- | ------- | ------------------ |
| 24 aprile 1995    | 14 luglio 1996 | Luigi Prini        | centro-sinistra                 | Sindaco | [ 14 ]             |
| 18 novembre 1996  | 14 maggio 2001 | Gianfranco Borroni | centro-sinistra                 | Sindaco | [ 14 ]             |
| 14 maggio 2001    | 30 maggio 2006 | Giorgio Pollini    | lista civica                    | Sindaco | [ 14 ]             |
| 30 maggio 2006    | 15 maggio 2011 | Giorgio Pollini    | lista civica                    | Sindaco | [ 14 ]             |
| 15 maggio 2011    | 5 giugno 2016  | Flavia Filippi     | lista civica Belgirate viva     | Sindaco | [ 14 ]             |
| 5 giugno 2016     | 17 maggio 2019 | Valter Leto        | lista civica Partecipiamo       | Sindaco | deceduto in carica |
| 22 settembre 2020 | 11 Giugno 2022 | Walter Palazzetti  | lista civica Progetto Belgirate | Sindaco | [ 14 ]             |
| 15 Maggio 2023    | in carica      | Flavia Filippi     | Lista Civica Belgirate Viva     | Sindaco | [ 14 ]             |